# エーリヒ・ツァイグナー

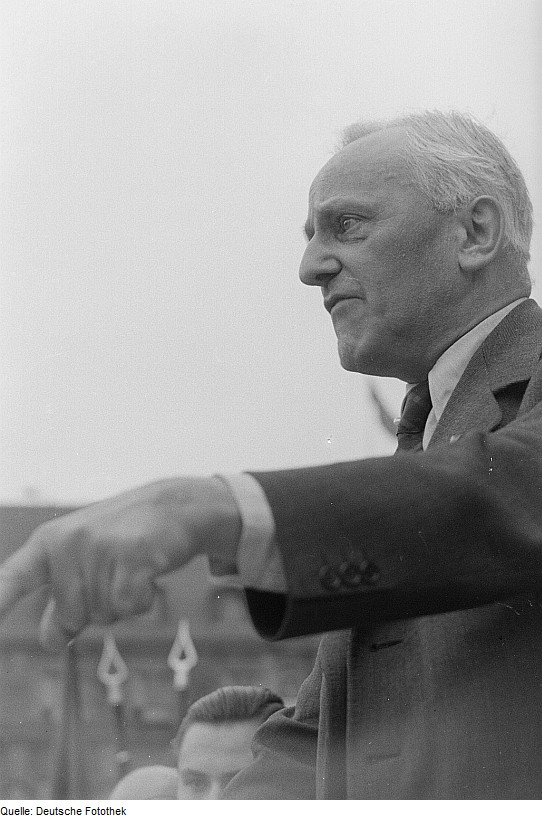
演説するツァイグナー（1948年9月）

エーリヒ・リヒャルト・モーリッツ・ツァイグナー（ドイツ語: Erich Richard Moritz Zeigner、1886年2月17日 - 1949年4月5日）は、ドイツの法律家、政治家。所属政党はドイツ社会民主党 (SPD)、のちにドイツ社会主義統一党 (SED)。ザクセン州首相、ライプツィヒ市長などを歴任した。

## 来歴
エアフルトに生まれる。1894年、両親とともにライプツィヒに転居する。1896年から1905年までギムナジウムに通い、1905年から1913年までライプツィヒ大学で法学や経済学を学び、1913年に博士号を取得した。卒業後はライプツィヒで官吏試補となる。1918年に検察官になった。1919年にドイツ社会民主党（SPD）に入党すると、検察官を解職されライプツィヒ地方裁判所の裁判官に任命された。
1921年8月、ザクセン州法務大臣に就任。1923年3月、第3代ザクセン州首相に選出された。同年10月10日、内閣にドイツ共産党（KPD）からの閣僚2名を任命したため、同じSPD出身の大統領であるフリードリヒ・エーベルトは同月29日に大統領大権をたてにツァイグナーを罷免した。11月23日、ツァイグナーは汚職容疑で在職のまま逮捕され、翌年懲役3年の判決を受けた。1925年8月に仮釈放された。
1925年から1928年まで、ライプツィヒにある労働者体育学校の教師を務めた。1928年から1933年まではいくつかのザクセンの党機関紙でジャーナリストとして働き、またライプツィヒのSPDの法務担当を務めた。しかしナチスが政権を獲得した1933年以後は安定した職を得ることができなくなった。1933年8月に短期間逮捕されたが、1935年に無罪となった。1939年に再び短期間逮捕され、その後はライプツィヒで書類係として働いた。1944年8月に再び逮捕され、ブーヘンヴァルト強制収容所に送られた。

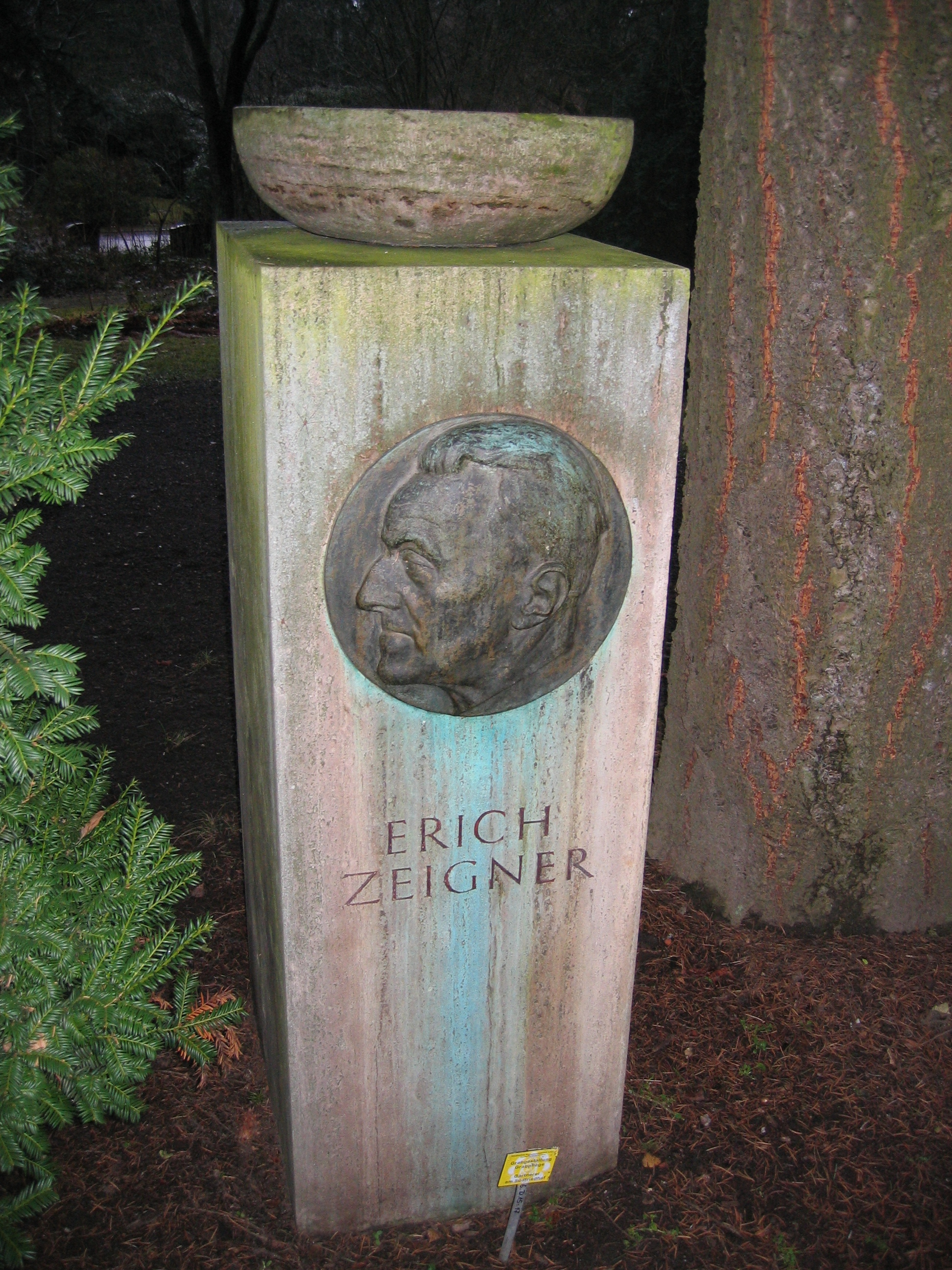
ツァイグナーの墓

第二次世界大戦終結後の1945年6月、ライプツィヒ市行政部の法務顧問になり、7月にはライプツィヒ赤軍軍政部のニコライ・イヴァノヴィッチ・トゥルファノフ（de:Nikolai Iwanowitsch Trufanow）大将によりライプツィヒ市長に任命された。1946年10月には選挙で正式に選出されている。
同年から翌年まで、ライプツィヒのSPD地区委員会委員を務めた。1946年4月、ドイツ共産党とSPDの（強制）合同により成立したドイツ社会主義統一党（SED）のライプツィヒ支部の共同設立者、ザクセン支部の綱領委員会委員となり、ザクセン州議会でSED選出の議員に選出された。1948年からはドイツ人民委員会の一員も務めた。1947年5月、ライプツィヒ大学社会学部で行政学名誉教授となり、また地域共同体学研究所所長となった。1948年10月には正教授として招聘されている。
1949年にライプツィヒ市長在任のまま死去した。墓所はライプツィヒ南墓地にあり、ライプツィヒ市内にはその名を冠した通りがある。

## 文献
- Michael Rudloff (編): Erich Zeigner. Bildungsbürger und Sozialdemokrat. FES, Leipzig 1999, ISBN 3-86077-449-2.